# Complesso della Madonna della Ripa
Il complesso della Madonna della Ripa è un edificio civile e un sito culturale situato nel comune di Pieve di Teco, in via Luigi Eula, in provincia di Imperia. Già luogo di culto cattolico, è sede del museo diocesano d'arte sacra.

## La chiesa

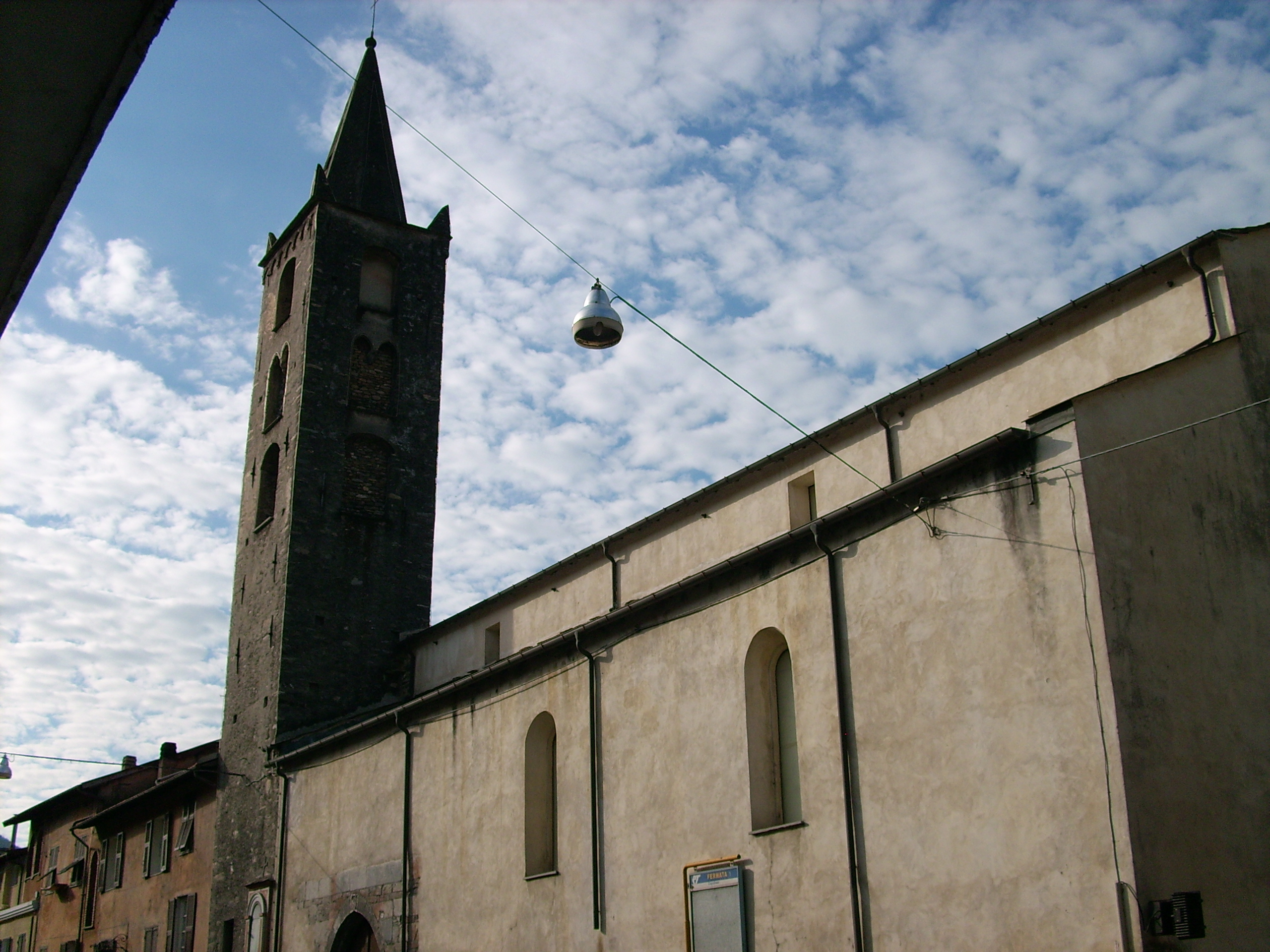
Il campanile del complesso

Costruita nel 1370 dai monaci benedettini come prima parrocchia (pieve) del nuovo borgo, in seguito passò ai canonici regolari. Con la sconsacrazione avvenuta dopo l'Unità d'Italia, il complesso religioso ebbe negli anni a seguire diversi usi, sia civili che militari, fino alla conversione definitiva a museo diocesano dedicato all'arte sacra.
Il suo interno si presenta a tre navate con colonne in ardesia, capitelli stilizzati, archi a sesto acuto a doppia ghiera e dipinta con stucchi a fasce bianche-nere, tipica colorazione e stile architettonico di molti edifici di culto liguri.
L'adiacente campanile cuspidato è anch'esso del Quattrocento, presentando tre piani di bifore recentemente restaurate.
L'interno della chiesa è collegato con l'attiguo oratorio dell'Assunta, eretto per ospitare la Confraternita dei Flagellanti. Lo stesso oratorio presenta affreschi restaurati nel 2006. Durante il restauro sono venuti alla luce affreschi antecedenti quelli già presenti.

## Il museo
La nascita del museo è il frutto della collaborazione tra il Comune di Pieve di Teco e la Diocesi di Albenga-Imperia.
Le sale, allestite all'interno dell'ex chiesa, raccolgono opere d'arte costituite da tele, sculture e arredi liturgici provenienti da edificio di culto dell'alta valle Arroscia. Gran parte di esse provengono dalla locale collegiata di San Giovanni Battista.
Tra le opere esposte sono due tele di Giovanni Domenico Cappellino, una Ultima Cena di Domenico Piola, la cassa processionale con la statua di Nostra Signora Assunta, opera del 1715 dello scultore Anton Maria Maragliano, e un crocifisso ligneo dello stesso autore realizzato per la chiesa della Madonna della Ripa.